# حزب جمهوری‌خواه خلق
حزب جمهوری‌خواه خلق (به ترکی استانبولی: Cumhuriyet Halk Partisi، کوتاه‌شده CHP یا RPP) یک حزب سیاسی کمالیست و سوسیال دموکرات در ترکیه است. این حزب قدیمی‌ترین حزب سیاسی در ترکیه است که توسط مصطفی کمال آتاترک، اولین رئیس‌جمهور و بنیان‌گذار جمهوری مدرن ترکیه تأسیس شد. این حزب همچنین به عنوان حزب بنیان‌گذار ترکیه مدرن شناخته می‌شود. نشان آن متشکل از شش پیکان است که اصول اساسی کمالیسم را نشان می‌دهد: جمهوری‌خواهی، اصلاح‌طلبی، لائیسیته، پوپولیسم، ملی‌گرایی و دولت‌گرایی
در حال حاضر با ۱۳۴ نماینده مجلس، دومین حزب بزرگ مجلس ملی کبیر، پس از حزب حاکم محافظه‌کار عدالت و توسعه (AKP) است.
این حزب سیاسی ریشه در گروه‌های مقاومت مختلفی دارد که در طول جنگ استقلال ترکیه تأسیس شدند و بیشتر آن‌ها قبلاً عضو حزب اتحاد و ترقی بودند. تحت رهبری آتاترک، آن‌ها در کنگره سیواس در سال ۱۹۱۹ متحد شدند. در سال ۱۹۲۳، «حزب خلق» که به زودی کلمه «جمهوری» را به نام خود اضافه کرد، خود را یک سازمان سیاسی اعلام کرد و تأسیس جمهوری ترکیه را با آتاترک به عنوان اولین رئیس‌جمهور آن اعلام کرد. با حرکت ترکیه به سمت دوره تک حزبی اقتدارگرا، CHP ابزاری برای اجرای اصلاحات گسترده سیاسی، فرهنگی، اجتماعی و اقتصادی در کشور بود.
پس از جنگ جهانی دوم، جانشین آتاترک، عصمت اینونو، انتخابات چند حزبی را مجاز کرد و حزب پس از شکست در انتخابات ۱۹۵۰، انتقال مسالمت‌آمیز قدرت را آغاز کرد و به دوره تک حزبی پایان داد و دوره چند حزبی ترکیه را آغاز کرد. سال‌های پس از کودتای نظامی ۱۹۶۰ شاهد گرایش تدریجی حزب به سمت چپ میانه بود که پس از آنکه بولنت اجویت در سال ۱۹۷۲ رئیس حزب شد، تثبیت شد. CHP، همراه با سایر احزاب سیاسی آن زمان، توسط حکومت نظامی ۱۹۸۰ ممنوع شد. CHP با نام اصلی خود توسط دنیز بایکال در ۹ سپتامبر ۱۹۹۲، با مشارکت اکثریت اعضای آن از دوره قبل از ۱۹۸۰، دوباره تأسیس شد. از انتخابات سال ۲۰۰۲، این حزب به حزب اصلی مخالف حزب حاکم عدالت و توسعه (AKP) تبدیل شده است. اوزگور اوزل از ۵ نوامبر ۲۰۲۳ رئیس CHP است.
CHP عضو وابسته حزب سوسیالیست‌های اروپا (PES)، عضو انترناسیونال سوسیالیست و اتحاد ترقی‌خواهان است. بسیاری از سیاستمداران CHP حمایت خود را از حقوق ال‌جی‌بی‌تی و جنبش فمینیستی در ترکیه اعلام کرده‌اند. این حزب طرفدار اتحادیه اروپا است و از عضویت ترکیه در اتحادیه اروپا و ناتو حمایت می‌کند.